# Incisura scapulae

Vänster scapula, inskärningen markerat med rött.

Incisura scapulae är en inskärning i skulderbladets övre kant, tätt intill och medialt om processus coracoideus, passage för nervus suprascapularis.